# CARAC3
CARAC3, anciennement LFM TV, est une chaîne de télévision privée suisse romande, détenue par Media One Group, un groupe média actif principalement en région lémanique (cantons de Genève et de Vaud).

## Historique de la chaîne
LFM TV est une déclinaison de la chaîne de radio LFM (Lausanne FM) qui a son siège à Lausanne. La chaîne a débuté la diffusion de ses émissions sur Internet le 20 novembre 2015 et en diffusion sur les réseaux câblés le 3 février 2016.
LFM TV a été créée en simultané avec One TV afin de développer les marques du groupe Media One Group qui détient notamment les stations de radio homonymes.
En septembre 2023, LFM TV devient CARAC3. La chaîne reste visible sur les mêmes canaux et un nouveau site web (carac.tv) est créé pour regarder le live et les replays.

## Financement
Les programmes sont entièrement financés par la publicité et gérés par la société Media One Contact SA qui commercialise les espaces publicitaires pour les radios LFM, One FM ainsi que NRJ Léman et Nostalgie Léman. Le capital de la chaîne est de 800 000 CHF.

## Organisation
En 2016, le directeur de la chaîne est Alexandre de Raemy et son siège se trouve à Lausanne.

## Diffusion
La chaîne est diffusée sur le câble en analogique (UPC Cablecom) dans le bouquet francophone. Elle est également diffusée via Swisscom TV et sur internet en streaming sur son site.
La chaine est diffusée sur la TNT Grand Genève sur la N°5 (Canal UHF 34) depuis le 12 juin 2020.

## Programmes
La chaîne diffuse en 2024 le premier directe de catch d'europe avec la finale romande de Swiss Power Wrestling.

## Identité visuelle

Ancien logo de LFMTV
Logo de CARAC3 depuis 2023